# Campo Ramón
Campo Ramón är en ort i Argentina.   Den ligger i provinsen Misiones, i den nordöstra delen av landet, 900 km norr om huvudstaden Buenos Aires. Campo Ramón ligger 364 meter över havet och antalet invånare är 10 088.
Terrängen runt Campo Ramón är platt åt sydväst, men åt nordost är den kuperad. Campo Ramón ligger uppe på en höjd. Närmaste större samhälle är Oberá, 10,4 km väster om Campo Ramón.
I omgivningarna runt Campo Ramón växer i huvudsak städsegrön lövskog. Runt Campo Ramón är det ganska tätbefolkat, med 67 invånare per kvadratkilometer.